# Secrétariat d'État à l'Enseignement supérieur (Espagne)
Le secrétariat d'État à l'Enseignement supérieur d'Espagne (en espagnol : Secretaría de Estado de Universidades) est le secrétariat d'État chargé de la politique en matière d'enseignement supérieur entre 1977 et 2009, 2018 et 2020 et depuis 2023.
Il relève du ministère de la Science, de l'Innovation et de l'Enseignement supérieur.

## Missions

### Organisation
Le secrétariat d’État s'organise de la manière suivante : 
- Secrétariat d'État à la Science, à l'Innovation et à l'Enseignement supérieur (Secretaría de Estado de Ciencia, Innovación y Universidades) ;
  - Secrétariat général de la Recherche ;
    - Cabinet technique ;
    - Sous-direction générale des Associations, organismes et infrastructures internationales ;
    - Sous-direction générale des Grandes installations scientifiques et techniques ;
    - Sous-direction générale des Organismes et entités publiques de recherche ;
    - Agence nationale Conseil supérieur des recherches scientifiques (CSIC) ;
    - Institut de santé Carlos III ;
    - Centre de recherches énergétiques, environnementales et technologiques ;

  - Secrétariat général de l'Enseignement supérieur ;
    - Cabinet technique ;
    - Sous-direction générale des Relations institutionnelles, des Programmes et de la Qualité en matière universitaire ;
    - Sous-direction générale de la Formation des professeurs d'université et de la Gestion des programmes d'aide ;
    - Sous-direction générale des Diplômes et de l'Organisation universitaire ;
    - Université internationale Menéndez Pelayo (UIMP) ;
    - Agence nationale de l'Évaluation de la qualité et des autorisations (ANECA) ;
    - Service espagnol pour l'internationalisation de l'éducation (SEPIE) ;

  - Secrétariat général de l'Innovation ;
    - Cabinet technique ;
    - Sous-direction générale du Développement de l'innovation ;
    - Sous-direction générale des Politiques d'innovation ;
    - Sous-direction générale de la Politique et de la Stratégie aérospatiale ;
    - Centre pour le développement technologique et l'innovation (CDTI) ;
    - Agence spatiale espagnole (AEE) ;

  - Commissaire du PERTE pour la Santé novatrice ;
  - Direction générale de la Planification, de la Coordination et du Transfert des connaissances ;
    - Sous-direction générale de la Planification, du Suivi et de l'Évaluation ;
    - Sous-direction générale du Transfert ;

  - Cabinet ;
  - Sous-direction générale des Relations institutionnelles et de la Coordination internationale ;
  - Agence nationale de la Recherche.

## Titulaires
| Titulaire | Titulaire                      | Début      | Fin         | Parti |  |
| --- | ------------------------------ | ---------- | ----------- | ----- |  |
| | Luis González Seara            | 13/07/1977 | 06/01/1979  | UCD   |  |
| |                                |            |             |       |  |
| | Manuel Cobo del Rosal          | 16/03/1981 | 21/12/1981  | Sans  |  |
| | Saturnino de la Plaza Pérez    | 21/12/1981 | 08/12/1982  | Sans  |  |
| | Carmina Virgili                | 08/12/1982 | 04/05/1985  | PSOE  |  |
| | Juan Manuel Rojo Alaminos      | 04/05/1985 | 01/08/1992  | Sans  |  |
| | Elías Fereres Castiel          | 01/08/1992 | 13/09/1994  | Sans  |  |
| | Emilio Octavio de Toledo       | 13/09/1994 | 02/10/1995  | Sans  |  |
| | Enric Banda Tarradellas        | 02/10/1995 | 11/05/1996  | Sans  |  |
| | Fernando Tejerina García       | 11/05/1996 | 12/07/1997  | Sans  |  |
| | Manuel Jesús González González | 12/07/1997 | 23/01/1999  | Sans  |  |
| Secrétariat d'État à l'Éducation, à l'Enseignement supérieur, à la Recherche et au Développement (1999-2000) |                                |            |             |       |  |
| Secrétariat d'État à l'Éducation et à l'Enseignement supérieur (2000-2004)                                   |                                |            |             |       |  |
| | Salvador Ordóñez Delgado       | 20/04/2004 | 06/05/2006  | Sans  |  |
| | Miguel Ángel Quintanilla Fisac | 06/05/2006 | 16/04/2008  | PSOE  |  |
| | Màrius Rubiralta i Alcañiz     | 22/04/2008 | 25/04/2009  | Sans  |  |
| Secrétariat général de l'Enseignement supérieur (2009-2012)                                                  |                                |            |             |       |  |
| Secrétariat d'État à l'Éducation, à la Formation professionnelle et à l'Enseignement supérieur (2012-2018)   |                                |            |             |       |  |
| | Ángeles Heras Caballero        | 19/06/2018 | 15/01/2020  | Sans  |  |
| Secrétariat général de l'Enseignement supérieur (2020-2023)                                                  |                                |            |             |       |  |
| | Juan Cruz Cigudosa García      | 08/12/2023 | En fonction | PSOE  |  |
| Titres successifs : - Depuis 2023 : Science, Innovation et Enseignement supérieur                            |                                |            |             |       |  |